# Serrigny-en-Bresse
 Serrigny-en-Bresse  es una población y comuna francesa, en la región de Borgoña, departamento de Saona y Loira, en el distrito de Louhans y cantón de Saint-Germain-du-Bois.

## Demografía
| 189 | 158 | 136 | 146 | 114 | 130 |
| Para los censos de 1962 a 1999 la población legal corresponde a la población sin duplicidades (Fuente: INSEE [Consultar]) |     |     |     |     |     |